# Plagiogonus praeustus
Plagiogonus praeustus är en skalbaggsart som beskrevs av Ernst Ballion 1870. Plagiogonus praeustus ingår i släktet Plagiogonus och familjen Aphodiidae. Inga underarter finns listade i Catalogue of Life.